# Solution de Lugol
Pour les articles homonymes, voir lugol.
 (avril 2014).
Si vous disposez d'ouvrages ou d'articles de référence ou si vous connaissez des sites web de qualité traitant du thème abordé ici, merci de compléter l'article en donnant les références utiles à sa vérifiabilité et en les liant à la section « Notes et références ».
La solution de Lugol, lugol, solution d’iodure de potassium iodée ou encore eau iodée, est une solution composée de diiode (I2) et d’iodure de potassium (KI) dans de l’eau. Elle doit son nom au médecin français Jean Lugol.

## Composition
- Iodure de potassium : 2 g
- Diiode I2 : 1 g
- Eau q.s. ad 100 g

(q.s. = quod satis, expression latine signifiant « en quantité suffisante ». q.s. ad 100 g signifie "quantité suffisante pour obtenir 100 g de solution").
La formule ci-dessus est prescrite sous le nom de « lugol » à 1 % ; la formule officielle de la pharmacopée française est : « soluté iodo-ioduré fort dit de Lugol ». Elle comporte 1 % de diiode et 2 % d’iodure de potassium.

## Utilisation
Le lugol est utilisé lors des ablations totales ou partielles de la thyroïde. Il permet en effet de comprimer les vaisseaux sanguins et, ainsi, d’éviter les saignements trop importants, la thyroïde étant fortement vascularisée. Entre l‘administration du lugol et l’opération, deux ou trois jours peuvent s’écouler ; on peut alors constater que la thyroïde se durcit et devient douloureuse. C’est un phénomène tout à fait normal.
Le lugol a été utilisé comme traitement iodé interne (asthme…), comme antiseptique en collutoires et comme bactéricide.
Il est également utilisé dans le traitement en urgence de la crise aiguë thyrotoxique (en association avec des bêta-bloquants, des antithyroïdiens de synthèse, des sédatifs et une corticothérapie intraveineuse). En effet, de fortes doses d'iode inhibent la synthèse d'hormones thyroïdiennes, à la dose habituelle de dix à quinze gouttes par jour. C'est ce qu'on appelle « l'effet Wolff-Chaikoff ».
On le rencontre encore comme réactif, par exemple :
- pour la coloration de Gram (en bactériologie) ;
- pour les endoscopies digestives hautes (œsophage) comme colorant (chromoendoscopie) ;
- pour mettre en évidence la présence d'amidon dans une substance, qui lui donne une couleur violette (assez foncée) ou bleu-nuit, ainsi que celle du glycogène, qui lui donne une couleur brun acajou.

Utilisation en dosage redox direct :
I2 est très peu soluble dans l'eau. Afin d'augmenter sa solubilité, on confectionne une solution appelée « lugol », qui est un mélange de diiode (I2) et d'iodure de potassium (KI). L'iodure de potassium doit être mis en excès. Il y a complexation des ions iodure I– avec I2, ce qui permet la solubilisation du diiode sous forme d'ions triiodure I3– :
I2(s) + I– ⟷ I3–.
En microélectronique, le lugol est utilisé dans la fabrication des dispositifs à semi-conducteurs pour la gravure de l'or et du cuivre.
En endocrinologie, le lugol est utilisé en raison de l'affinité de l'iode pour le tissu de la glande thyroïde. À forte dose, l'iode inhibe la sécrétion des hormones thyroïdiennes. Il est donc employé dans le traitement des hyperthyroïdies, associé aux médicaments antithyroïdiens de synthèse. Il est aussi utile dans les soins précédant l'opération d'un goitre, car il diminue la vascularisation de la thyroïde. Le lugol sert également dans la protection contre la radioactivité en cas d'accident nucléaire (il sature la thyroïde et empêche ainsi les radioéléments de venir se fixer sur elle) et, beaucoup plus couramment, dans certains examens utilisant des radioéléments comme l'iode radioactif (scintigraphie surrénalienne).
En gynécologie, le test au lugol, ou test de Schiller, est un examen permettant de vérifier la présence d'une anomalie cellulaire (dysplasie) prédisposant au cancer du col de l'utérus. Il est indolore et pratiqué par le gynécologue en cabinet. Après introduction d'un spéculum dans le vagin, le col utérin est badigeonné avec un tampon imbibé de lugol. Le col de l'utérus est tapissé d'un épithélium riche en glycogène (dérivé du glucose) : au contact de l'iode, les granulations de glycogène prennent une teinte acajou, la coloration étant d'autant plus marquée que les granulations sont plus nombreuses ; un épithélium anormal prend mal la couleur et révèle des zones non colorées dites iodonégatives. À l'examen, le contour de ces taches révèle une variation brusque de structure de l'épithélium, qui traduit des anomalies cellulaires.
Le lugol fait partie de la liste des médicaments essentiels de l'Organisation mondiale de la santé.